# Las novias del sur
Las novias del sur és un migmetratge independent documental hispà-suís de 2024, dirigit per Elena López Riera. Es va estrenar al 77è Festival Internacional de Cinema de Canes el 19 de maig de 2024, i a cinemes espanyols el 10 de gener de 2025, amb distribució de Vitrine Filmes.

## Argument
Diverses dones madures parlen del seu matrimoni, de la seva primera vegada, de la seva relació íntima amb la sexualitat. En la repetició d'aquests ritus ancestrals, la directora qüestiona la seva pròpia absència de matrimoni, de fills, i amb això, una cadena de relacions mare-filla que s'extingeix.

## Producció
El projecte de Las novias del sur va ser produït per la productora espanyola SUICAfilms i la productora suïssa Alina Film. La idea del documental va néixer a causa de l'interès de la directora i guionista a explorar el ritual, les tradicions, i l'herència cultural, política i emocional, i descobrir quin marge de maniobra hi havia per a canviar això i les seves contradiccions.

## Llançament i màrqueting
A l'abril de 2024, es va anunciar que Las novias del sur tindria la seva estrena mundial en el Festival de Canes el 19 de maig de 2024. Al desembre de 2024, Vitrine Filmes va anunciar la seva estrena en cinemes espanyols el 10 de gener de 2025.

## Premis i reconeixements
- Premi Queer Pal de la Setmana de la Crítica del Festival de Cannes 2024.
- Premi a la Millor Pel·lícula espanyola i Premi del Público en Curtocircuito, Festival Internacional de Cinema, de Santiago de Compostel·la.[8]
- Nominació als XXXIX Premis Goya 2025 al millor curt documental.[9]
- Nominació al Premi Cesar 2025 millor curtmetratge documental.[10]
- Nominació al Premi Gaos Millor Curtmetratge Documental, de l'Acadèmia Valenciana de l'Audiovisual.[11]